# بازار صدری
بازار صدری مربوط به اواخر دوره قاجار است و در یزد، خیابان امام خمینی شمال شرق مجموعه بازار واقع شده و این اثر در تاریخ ۹ اردیبهشت ۱۳۸۲ با شمارهٔ ثبت ۸۵۲۶ به‌عنوان یکی از آثار ملی ایران به ثبت رسیده است.